# UTC−2
UTC−2 vreme se koristi u:

## Kao standardno vreme (cele godine)
- Brazil — okeanska ostrva:
  -  Fernando di Noronja,
  -  Trindad i Martin Vaz
- Južna Džordžija i Južna Sendvička Ostrva (UK)

## Kao letnje ukazno vreme (južna hemisfera)
- Brazil — jugoistočne države:
  - Savezni distrikt Brazila, Espiritu Santu, Gojas, Minas Žerais, Parana, Rio de Žaneiro, Rio Grandi du Sul, Santa Katarina, Sao Paulo
- Urugvaj
- Argentina — istočne provincije:
  - Grad Buenos Ajres, Provincija Buenos Ajres, Čako, Kordoba, Korijentes, Entre Rios, Formosa, Misiones, Santa Fe, Santijago del Estero, Tukuman

## Kao letnje ukazno vreme (severna hemisfera)
Zavisne teritorije:
- Sveti Pjer i Mikelon (Francuska)
- Grenland (Danska) 
  - najveći deo ostrva, uključujući južnu i jugozapadnu obalu (koriste se evropska pravilima letnjem vremenu)